# Nodirbek Abdusattorov
Nodirbek Fazliddin oʻgʻli Abdusattorov (ur. 18 września 2004 w Taszkencie) – uzbecki szachista, cudowne dziecko szachów. Arcymistrz od 2018 roku.

## Życiorys
Urodził się 18 września 2004 roku w Taszkencie. W 2012 roku zwyciężył w mistrzostwach świata juniorów do lat 8, a dwa lata później zajął drugie miejsce w kategorii do lat 10. W 2017 roku zdobył tytuł mistrza międzynarodowego, a rok później – arcymistrza. W 2021 roku zwyciężył w, organizowanych w Warszawie, mistrzostwach świata w szachach szybkich. Dzięki temu stał się najmłodszym mistrzem świata w historii.
W styczniu 2023 roku zdobył drugie miejsce w turnieju Tata Steel Chess, ustępując jedynie o pół punktu Aniszowi Giriemu. W maju 2024 roku zwyciężył, z wynikiem 4,5/7, w turnieju Tepe Sigeman, a w październiku tego samego roku osiągnął najwyższy ranking szachowy, który wyniósł 2783 punkty.